# Вінницька установа виконання покарань № 1
 Вінницька установа виконання покарань № 1 — установа виконання покарань управління Державного департаменту України з питань виконання покарань у Вінницькій області.

## Історія колонії

Вінницька установа виконання покарань № 1

15 травня 1822 р. можна вважати офіційною датою запровадження в'язниці у м. Вінниці. З цього часу починається довгий і складний шлях існування Вінницької установи виконання покарань.
Якщо подивитися на карту міста того часу, то можна помітити, що в'язниця займала територію, яку нині поділяють дві установи: Вінницька виправна колонія та Вінницька установа виконання покарань.
Крім того, що в'язниця займала значну територію міської землі, вона займалась активною суспільно-господарською діяльністю. Постійно упродовж свого існування в'язниця брала активну участь у життєдіяльності міста Вінниці. Виконувались різні роботи в самому місті. В основному це була робота, пов'язана з прибиранням вулиць та площ, вантажні роботи. Працюючих відмічали в спецкнизі. Працювали під охороною конвою. Робота добре оплачувалась міською владою, гроші перераховувались на рахунок кожного в'язня, який брав участь у роботі. Арештанти охоче йшли на ці роботи.
Довгий час керівництву в'язниці доводилося самостійно вирішувати всі проблеми, пов'язані із своїм існуванням. Для допомоги в діяльності в'язниць були утворені «Попечительские о тюрьмах комитеты», до обов'язків яких входив повний контроль за діяльністю в'язниць, а також допомога в господарських справах.
На початку XX ст. було збудовано загальний корпус установи (1907 р.), малий корпус (1911 р.), адмінбудинок (1912 р.), великий корпус (1913 р.), в 70-х — 90-х рр. — адмінбудинок спецкорпус, режимний корпус.

## Сучасний стан
Відповідно до наказу ДДУПВП № 235 від 29.11.2002 р. у Вінницькій області створена ізольована дільниця для тримання осіб, засуджених до довічного позбавлення волі з плановим наповненням 400 чол. ВідповіднодопостановиКабінетуМіністрівУкраїни№ 986від20.06.2002 р. та за наказом ДДУПВП № 183 від 05.09.2002 р. розпочата реконструкція режимних корпусів для тримання осіб, засуджених до довічного позбавлення волі, яка закінчена у вересні 2002 р.
До листопада 1999 р. установа мала назву установа УМВС України у Вінницькій області. З листопада 1999 р. — Вінницька тюрма управління ДДУПВП, а з січня 2004 р. — Вінницька установа виконання покарань управління ДДУПВП у Вінницькій області.
У різні роки установу очолювали:
3. А. Андреєв, Є. П. Скрипник, І. В. Колоколов, Л. Ф. Дмитриченко, О. Ф. Каширін, М. К. Шахов, М. С. Пекарчук, В. А. Волинець, П. П. Свинарчук, М. С. Пекарчук, В. С Мастіцький, Ю. С. Бойко, А. М. Банюк, С. І. Бякін, М. А. Оливенко, В.В. Маціпура, Ю.В. Жук.
На даний час її очолює І.В. Григоренко.

## Адреса
21100, м. Вінниця, вул. Брацлавська, 2.